# Muldoanich Island
Muldoanich Island är en ö i Storbritannien.   Den ligger i kommunen Yttre Hebriderna och riksdelen Skottland, i den nordvästra delen av landet, 700 km nordväst om huvudstaden London. Arean är 0,78 kvadratkilometer.
Terrängen på Muldoanich Island är platt. Öns högsta punkt är 144 meter över havet. Den sträcker sig 1,4 kilometer i nord-sydlig riktning, och 1,1 kilometer i öst-västlig riktning.